# Список вимерлих комах
Це список комах, що вимерли в історичний час, приблизно, після 1500 року. Станом на липень 2016 року Міжнародний союз охорони природи (IUCN) нараховує 58 вимерлих видів комах, 46 можливо вимерлих видів та один вид вимерлий у дикій природі.

## Волохокрильці
Вимерлі види
- Hydropsyche tobiasi
- Rhyacophila amabilis
- Triaenodes phalacris
- Triaenodes tridonata

## Одноденки
Вимерлі види
- Acanthametropus pecatonica
- Pentagenia robusta

## Двокрилі

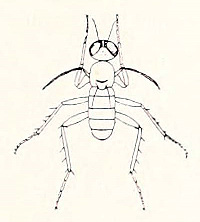
Campsicnemus mirabilis

Вимерлі види
- Campsicnemus mirabilis
- Drosophila lanaiensis
- Stonemyia volutina

## Вуховертки

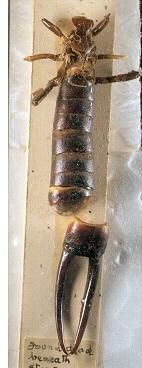
Labidura herculeana

Вимерлі види
- Labidura herculeana

## Веснянки
Вимерлі види
- Alloperla roberti

## Напівтвердокрилі
Вимерлі види
- Clavicoccus erinaceus
- Phyllococcus oahuensis

## Таргани
Вимерлі види
- Margatteoidea amoena

Можливо вимерлі види
- Balta crassivenosa
- Holocompsa pusilla
- Sliferia similis
- Theganopteryx grisea
- Theganopteryx liturata
- Theganopteryx scotti

## Примарові
Вимерлі види
- Pseudobactricia ridleyi

## Прямокрилі

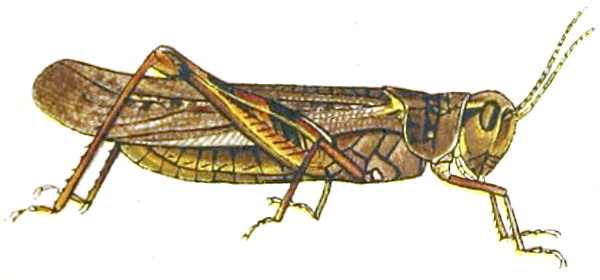
Melanoplus spretus

Вимерлі види
- Conozoa hyalina
- Melanoplus spretus
- Neduba extincta

Можливо вимерлі види
- Acanthothericles bicoloripes
- Allaga ambigua
- Anischnansis burtti
- Chromomastax movogovodia
- Chromousambilla burtti
- Dericorys minutus
- Eupropacris abbreviata
- Euschmidtia bidens
- Euschmidtia burtti
- Euschmidtia dirshi
- Euschmidtia phippsi
- Euschmidtia viridifasciata
- Evergoderes cabrerai
- Peringueyella zulu
- Procytettix fusiformis
- Rhacocleis trilobata
- Thoracistus peringueyi

Вимерлі в дикій природі
- Leptogryllus deceptor

## Перетинчастокрилі
Можливо вимерлі види
- Andrena labiatula
- Bombus rubriventris
- Megachile cypricola
- Nomada siciliensis

## Богомоли
Можливо вимерлі види
- Ameles fasciipennis

## Лускокрилі

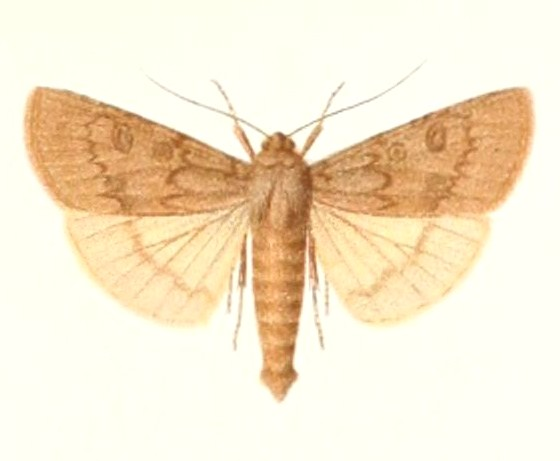
Agrotis fasciata

Вимерлі види
- Agrotis crinigera
- Agrotis fasciata
- Agrotis kerri
- Agrotis laysanensis
- Agrotis photophila
- Agrotis procellaris
- Argyresthia castaneela
- Coleophora leucochrysella
- Deloneura immaculata
- Ectodemia castaneae
- Ectodemia phleophaga
- Genophantis leahi
- Glaucopsyche xerces
- Helicoverpa confusa
- Helicoverpa minuta
- Hypena laysanensis
- Hypena newelli
- Hypena plagiota
- Hypena senicula
- Lepidochrysops hypopolia
- Levuana irridescens
- Libythea cinyras
- Scotorythra megalophylla
- Scotorythra nesiotes
- Tischeria perplexa
- Tritocleis microphylla

Можливо вимерлі види
- Pieris wollastoni

## Твердокрилі
Вимерлі види
- Dryophthorus distinguendus
- Hygrotus artus
- Mecodema punctellum
- Megadytes ducalis
- Oodemas laysanensis
- Rhantus novacaledoniae
- Rhantus orbignyi
- Rhantus papuanus
- Rhyncogonus bryani
- Siettitia balsetensis
- Trigonoscuta rossi
- Trigonoscuta yorbalindae

## Бабки
Вимерлі види
- Megalagrion jugoru

Можливо вимерлі види
- Anisogomphus solitaris
- Chlorocypha jejuna
- Disparoneura ramajana
- Drepanosticta adami
- Drepanosticta austeni
- Drepanosticta montana
- Drepanosticta submontana
- Enallagma maldivensis
- Heliogomphus lyratus
- Heliogomphus nietneri
- Heteragrion peregrinum
- Macromia flinti
- Megalagrion molokaiense
- Metaleptobasis gibbosa
- Orthetrum rubens
- Palaemnema edmondi
- Perissolestes remus